# ルイゼラ

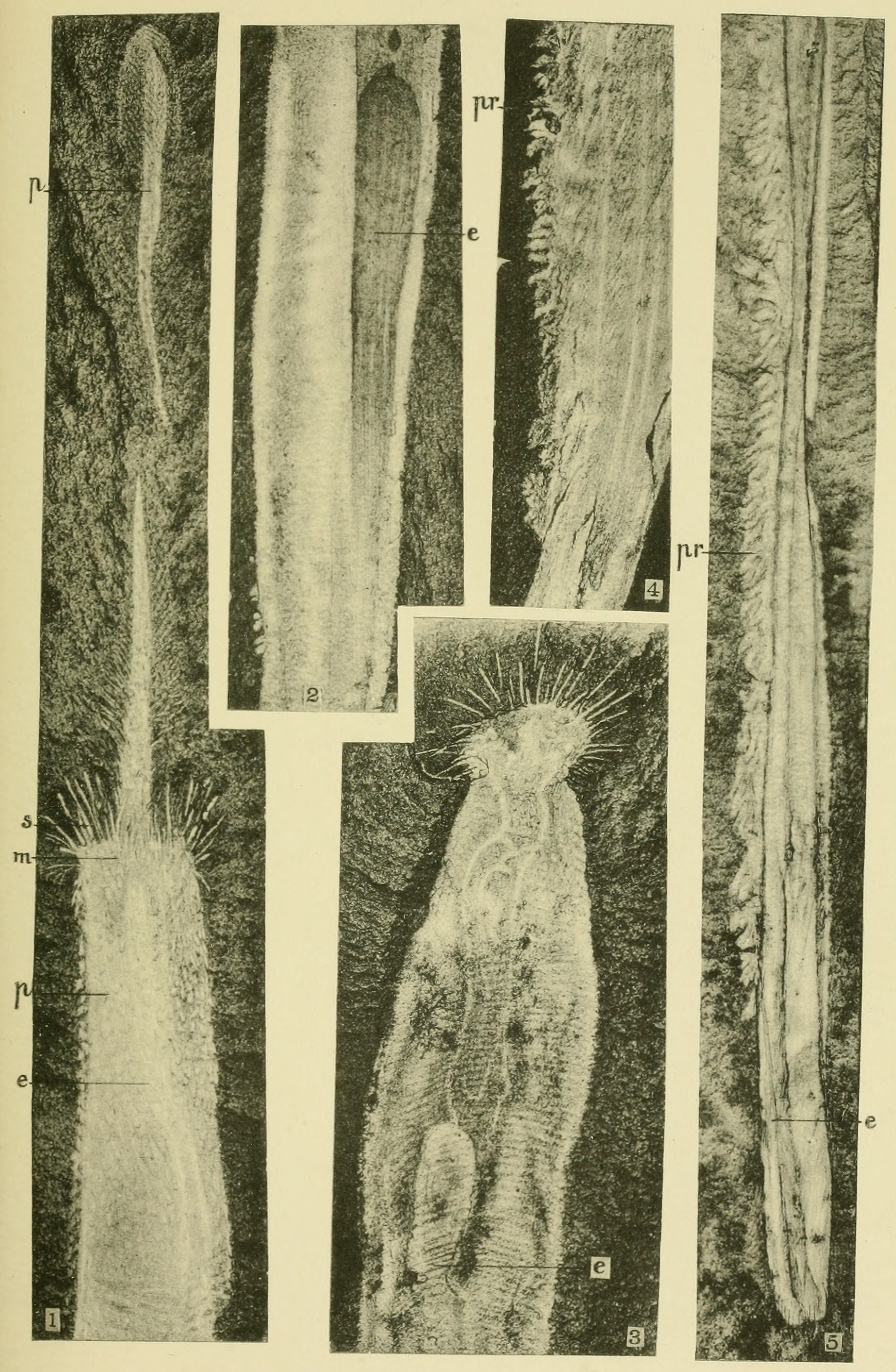
ルイゼラ

ルイゼラ (Louisella) は、カンブリア紀に生息していた。バージェス動物群の１つである。鰓曳動物の一種。長く突き出た吻の先端は細かなトゲでおおわれている。泥の中に身を潜め、吻を出して捕食していたとみられている。全長26cm前後。